# Стрэйд, Шерил
Ше́рил Стрэйд (англ. Cheryl Strayed; 17 сентября 1968, Спанглер, Пенсильвания, США) — американская писательница, мемуаристка, эссеистка и публицистка.
Личные эссе Стрэйд были широко опубликованы в национальных газетах и журналах и дважды были включены в список «Лучших американских эссе». Она выиграла премию Pushcart Prize за эссе «Munro Country», которая впервые появилась в The Missouri Review. Вторая книга Шерил «Дикая. Опасное путешествие как способ обрести себя» была опубликована в США Альфредом А. Кнопфом 20 марта 2012 года, и была переведена более чем на тридцать языков. С 15 июля 2012 года, в течение семи недель подряд, книга возглавляла список бестселлеров «Нью-Йорк Таймс». В июне 2012 года телеведущая Опра Уинфри объявила, что «Дикая» была выбрана в качестве первого романа для её нового «Книжного клуба Опры 2.0».
В 2010 году Стрэйд начала писать «Dear Sugar», колонку советов для литературного сайта «The Rumpus». В июле 2012 года, колонка была опубликована издательством Vintage Books под названием «Tiny Beautiful Things: Advice on Love and Life from Dear Sugar». Книга дебютировала на 5 месте в списке бестселлеров «Нью-Йорк Таймс» в разделе изданий для самосовершенствования, и также была опубликована в других странах.
Первая книга Стрэйд — роман «Факел», опубликованная в 2006 году, получила положительные отзывы от критиков и получила награду «The Great Lakes Book Award». Книга была отобрана «The Oregonian» в список 10 лучших книг 2006 года, написанных авторами северо-западного побережья США.

## Юность
Стрэйд родилась в Спэнглере, штат Пенсильвания, в семье Барбары Энн "Бобби" Ниланд (в девичестве Янг; 1945-1991) и Рональда Ниланда. В возрасте пяти лет переехала с семьей в Часка, штат Миннесота. Её родители развелись через год после этого. Когда ей было 13 лет, её мать и отчим Гленн Ламбрехт, сестра Карен и брат Лейф переехали в округ Эйткин штата Миннесота, в дом, который построили сами на 40 акрах принадлежавшей им земли. Несколько лет в доме не было электричества и водопровода. Дом был подключен к водопроводу уже после поступления Шэрил в колледж.
В 1986, в возрасте 17 лет, Стрэйд закончила McGregor High School в Макгрегоре, штат Миннесота, где она занималась лёгкой атлетикой и черлидингом. Вымышленный округ Колтрэп в романе "Факел" основан на её воспоминаниях о Макгрегоре и округе Эйткин. Шерил поступила в Университет св. Томаса в Сейнт-Поле, но на втором курсе перевелась в Университет Миннесоты в Миннеаполисе, где получила степень бакалавра искусств. В марте 1991 её мать, Бобби Ламбрехт, умерла от рака лёгких в возрасте 45 лет. Стрэйд описала её смерть в каждой своей книге и нескольких эссе.
Стрэйд работала официанткой, молодёжным правозащитником, организатором политических выступлений, временным офисным сотрудником и санитаркой. В 2002 получила степень магистра изящных искусств в Сиракузском Университете, где она училась у таких писателей, как Джордж Сандерс, Артур Флауерз и Мэри Капонегро.

## Карьера
Кроме её книг Дикая, Tiny Beautiful Things, и Факел, Стрэйд опубликовала эссе в разных журналах, включая The Washington Post Magazine, The New York Times Magazine, Vogue, Allure, The Missouri Review, и The Sun Magazine. Её работы были дважды выбраны для включения в The Best American Essays ("Героин", 2000 года, и "Любовь моей жизни", 2003 года). Она также получила Pushcart Prize за её эссе, "Munro Country," опубликованный в The Missouri Review. Эссе о письме полученном Стрэйд от Элис Манро, когда она была молодым автором
Она вела популярную колонку советов "Dear Sugar" в The Rumpus, начиная с 2010 года. Шерил вела колонку анонимно до 14 февраля 2012, когда представилась как "Sugar" на "Coming Out Party" организованной The Rumpus в клубе Verdi в Сан-Франциско. Избранные выпуски её колонки были изданы с сборником Tiny Beautiful Things.
Её мемуары Дикая. Опасное путешествие как способ обрести себя описывают 1,100-мильный поход по маршруту Тихоокеанского хребта от пустыни Мохаве до границы между штатами Орегон и Вашингтон, а также повествует о внутренней борьбе, сподвигнувшей её на этот поход. За 3 месяца до публикации актриса Риз Уизерспун приобрела права на экранизацию для своей компании "Pacific Standard". Ник Хорнби адаптировал книгу как сценарий фильма, в котором Уизерспун сыграла Стрэйд.
В июне 2012, Дикая была выбрана для  Oprah's Book Club 2.0, который был перезапуском Oprah's Book Club, закончившегося в 2011. Oprah's Book Club 2.0 использовал социальные сети, такие как Facebook и Twitter. Уинфри описала Дикую в видеоролике, анонсирующем Oprah's Book Club 2.0. Опра интервьюировала Стрэйд в двухчасовом выпуске её шоу Super Soul Sunday.

### ФильмДикая
Выход экранизации популярного романа Стрэйд был анонсирован на 5 декабря 2014 года, с Риз Уизерспун в главной роли. Режиссёром фильма стал Жан-Марк Валле, производителем — Fox Searchlight Pictures. Уизерспун приобрела права на экранизацию для компании «Pacific Standard», принадлежащей ей и продюсеру фильма Бруне Папандреа, за несколько месяцев до публикации книги. Адаптация сценария для больших экранов была выполнена Ником Хорнби. В октябре 2013 фильм был запущен в производство. В актёрский состав вошли Лора Дерн (в роли Бобби, матери Шерил), Гэби Хоффманн, Томас Садоски, Михиль Хаусман, Кевин Ранкин и другие.

## Личная жизнь
В 1999 г. Стрэйд вышла замуж за режиссёра Брайана Линдстрома. У них есть сын Карвер и дочь Бобби, которые живут в Портленде (штат Орегон).

## Изданные работы
- Strayed, Cheryl (2006). Torch, Houghton Mifflin Harcourt, 336 pages. ISBN 978-0618472178
- Strayed, Cheryl (2012). Wild: From Lost to Found on the Pacific Crest Trail, Knopf, 336 pages. ISBN 978-0307592736
- Strayed, Cheryl (2012). Tiny Beautiful Things: Advice on Love and Life from Dear Sugar, Vintage Books, 368 pages. ISBN 978-0307949332
- Strayed, Cheryl (2012). Torch, reissue with new introduction by the author, Vintage Contemporaries, 432 pages. ISBN 978-0345805614

на русском языке:
- Стрэйд, Шерил (2015). Дикая. Опасное путешествие как способ обрести себя, 464 стр., пер. с англ.: Л. Ошеверова. Эксмо. ISBN 978-5-699-78404-2
- Стрэйд, Шерил (2016). Прекрасные мелочи. Вдохновляющие истории для тех, кто не знает, как жить дальше, 368 стр., пер. с англ.: Л. Ошеверова. Эксмо. ISBN 978-5-699-89270-9

## Внешние ссылки
- Официальный веб-сайт Шерил Стрэйд
- Колонка советов «Dear Sugar»
- Обзоры и ссылки Шерил Стрэйд на Biographile
- "Munro County" изданное в The Missouri Review
- The Most Inspiring Quotes from Wild Oprah.com